# Gunung Piatu
Gunung Piatu är ett berg i Indonesien.   Det ligger i provinsen Aceh, i den västra delen av landet, 1 500 km nordväst om huvudstaden Jakarta. Toppen på Gunung Piatu är 580 meter över havet.
Terrängen runt Gunung Piatu är varierad. Havet är nära Gunung Piatu åt sydväst. Runt Gunung Piatu är det ganska tätbefolkat, med 62 invånare per kvadratkilometer. I omgivningarna runt Gunung Piatu växer i huvudsak städsegrön lövskog.